# Khalsi (Dehradun)
Pour les articles homonymes, voir Khalsi.
Khalsi ou Kālsī est une ville du district de Dehradun dans l'Uttarakhand en Inde. 
Elle est connue pour ses inscriptions de l'empereur Ashoka. 
Le rocher no 13 mentionne les rois grecs Antiochos, Ptolémée, Antigone, Magas et Alexandre par leur nom, comme destinataires de ses enseignements.

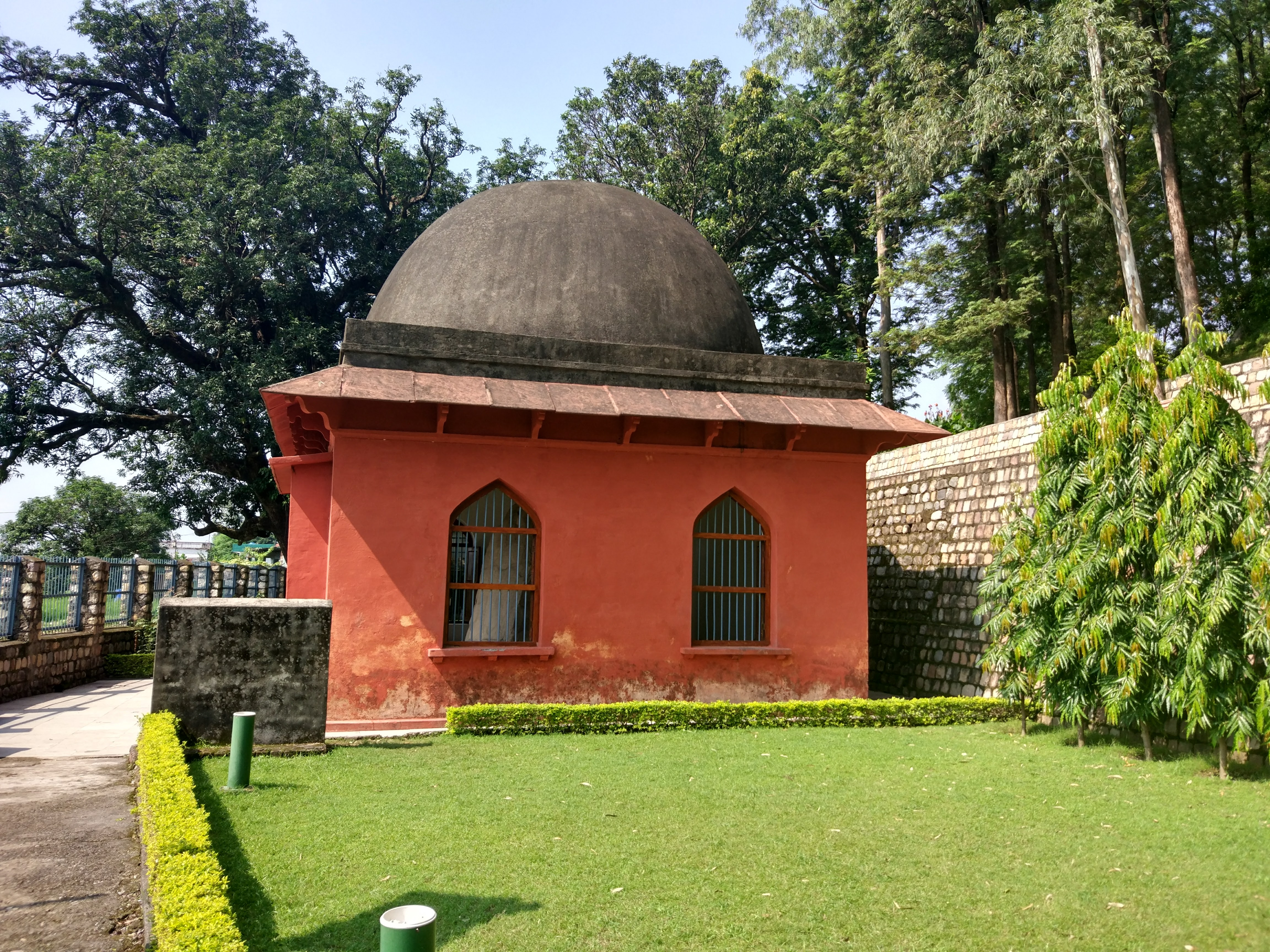
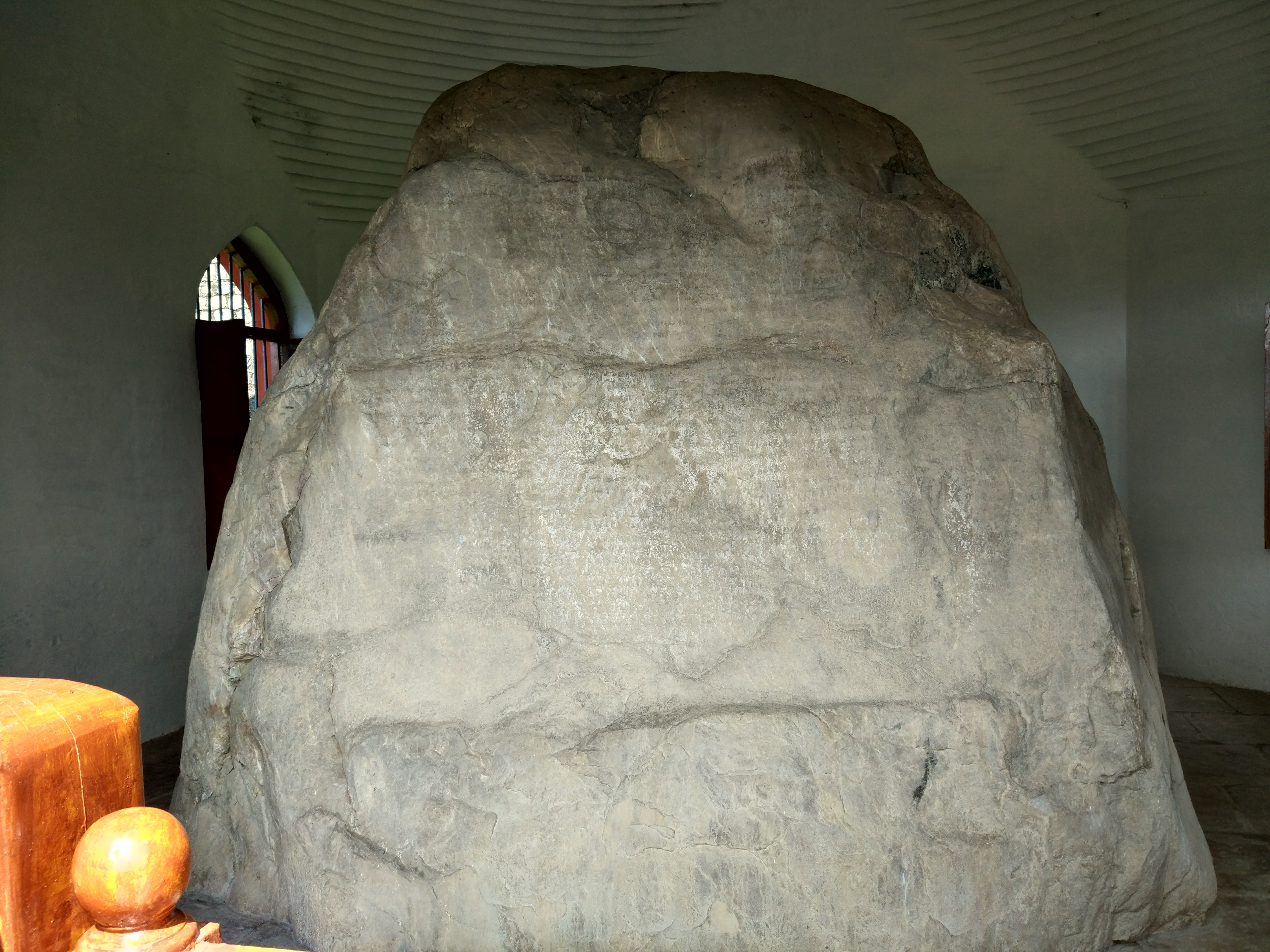
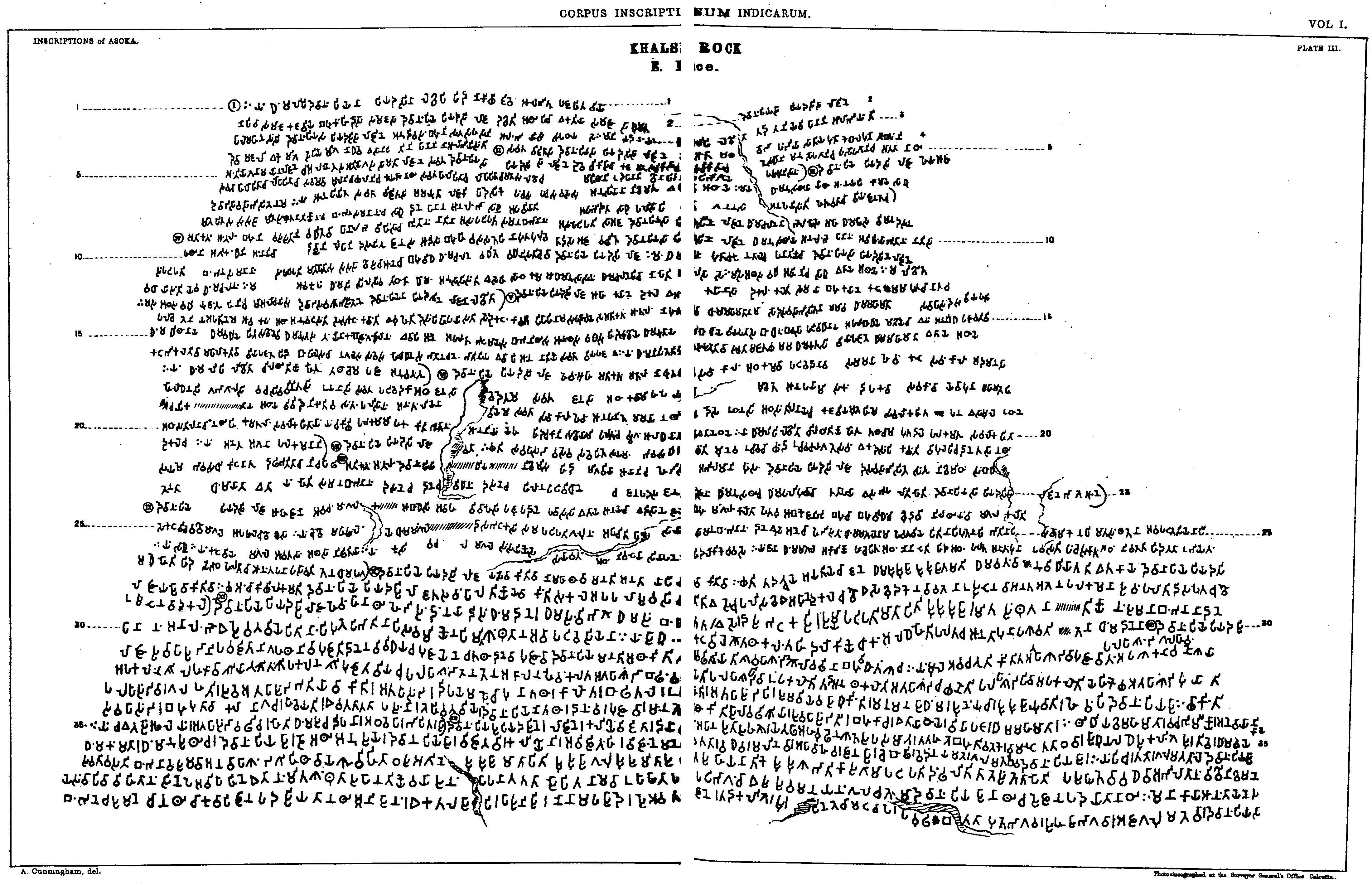
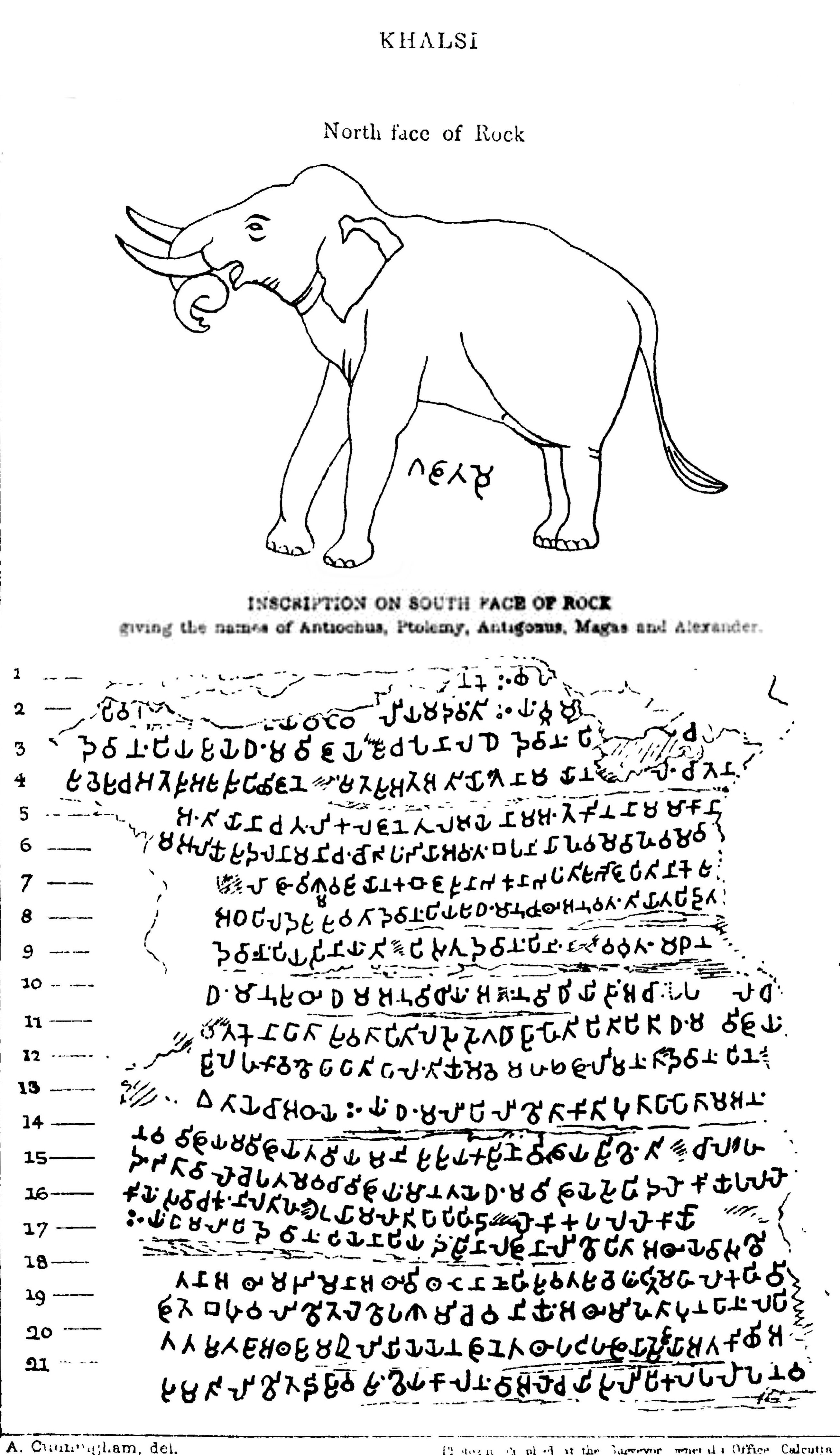